# Tu'umamao "Tino" Tuiolosega
Tu'umanao "Tino" Tuiolosega, Grandmaster y Fundador del Arte Marcial Polinesio Lima Lama. Fue un artista marcial sobresaliente y competidor activo en distintas disciplinas de combate entre los años 50's y 70's y uno de los pioneros de las artes marciales híbridas modernas como Ed Parker y el Kempo Americano, Adriano Emperado y el Kajukenbo y Bruce Lee y el Jeet Kune Do.

## Historia
Nació en Samoa Americana el 2 de julio de 1931, Tu'umamao Tuiolosega, cuyo apellido significa "Mayor en Jefe de Olosega" o "Rey de Olosega", territorio parte de las Islas Ofu-Olosega. Descendiente de la Familia Real Samoana, nieto del rey Tuiolosega Tagaloa. Debido a su ascendencia aprendió de su padre y tío las antiguas artes de combate polinesio que se pasaban de generación en generación, iniciándose en las artes marciales desde la infancia.
Durante su juventud estudio el Judo, Boxeo, Aikido, Jujitsu, Sil Lum Kung Fu y Hung Gar, por mencionar algunas de las artes marciales que dominó.
Se presume que sirvió en la marina de los Estados Unidos de América en la década de los 50's y participó en el desembarco de Inchon en Corea, por lo cual fue condecorado. De igual forma que fue campeón de boxeo amateur y judo.
A mediados de los 50's introdujo los inicios del Lima lama en Hawái donde conoció a personajes como Solomon Kaihewalu y Lafitti Haumea. En la década de los 60's en California EUA, conformó, a partir de las antiguas técnicas de arte marcial polinesio de su familia los 13 principios del Lima Lama. Con ayuda de sus amigos Solomon Kaihewalu, Lafitti Haumea, Sal Esquivel, Richard Nuñez y John Marolt conformó formalmente su arte y fundó varias escuelas de manera oficial.
La difusión del Lima Lama, como la de muchos sistemas innovadores en ese entonces fue gracias a la ayuda de Ed Parker y su torneo de Long Beach. G.M. Tino y G.M. Ed Parker fueron buenos amigos y trabajaron juntos, debido a esto es común ver similitudes en las ejecuciones técnicas de Kempo Americano y Lima Lama.